# Лавесарис, Гвидо де
Гвидо де Лавесарис (исп. Guido de Lavezaris) — генерал-губернатор Филиппин.
О биографии Гвидо де Лавесариса известно мало. В 1543 году он прибыл на Филиппины в составе экспедиции Вильялобоса, где был королевским казначеем. В 1544 году экспедиции пришлось искать убежища у португальцев на острове Амбон, где Вильялобос скончался, а прочие члены экспедиции попали в тюрьму. Гвидо де Лавесарису и ещё некоторым заключённым удалось бежать.
В 1572 году, после смерти Мигеля Лопеса де Легаспи, Гвидо де Лавесарис стал новым генерал-губернатором Филиппин. Вместе с Хуаном де Сальседо он участвовал в экспедиции на север острова Лусон, в ходе которой была завоевана территория современного региона Илокос и основан город Вильа Фернандина. Также он завоевал полуостров Камаринес, где раздал энкомьенды своим соратникам. В 1574 году Гвидо де Лавесарис отбил нападение китайского пирата Линь Хуна.
В 1575 году священник Мартин де Рада направил на Гвидо де Лавесариса жалобу королю Филиппу II, в которой обвинял его в превышении власти и обложении туземцев чрезмерно высокими налогами. Жалоба привела к смещению губернатора. Покинув пост, Гвидо де Лавесарис стал жить в энкомьенде, однако новый губернатор приказал разделить её на части, которые были розданы туземцам.
В честь Гвидо де Лавесариса назван город Лавесарес в провинции Северный Самар.